# 에버우드
《에버우드》(영어: Everwood)는 2002년부터 2006년까지 방영된 TV 드라마이다.
한국에서는 2000년대에 EBS에서 사랑의 마을 에버우드라는 제명 하에 방영하였다.

## EBS 성우진
- 설영범: 앤디 브라운 박사(트리트 윌리엄스)
- 구자형: 에프렘 브라운(그레고리 스미스)
- 배정미: 에이미 에보트(에밀리 밴캠프)
- 우정신: 델리아 브라운(비비언 카돈)
- 오세홍: 해럴드 에보트 박사(톰 아만데스)
- 유남희: 로즈 에보트(머릴린 갠)
- 손정아: 에드나 에보트 하퍼(데브라 무니)
- 장광: 어브 하퍼(존 비즐리)
- 엄상현: 브라이트 에보트(크리스 프랫)
- 김옥경: 니나 피니(스테파니 니즈닉)
- 이서윤: 린다 에보트 박사(마샤 크로스)
- 이주희: 매디슨 켈너(사라 랭카스터)
- 한상덕: 윌
- 김무규: 대니얼
- 정윤정: 레이니
- 전태열: 콜린
- 이재용, 박경찬, 김호정, 하성용, 이영아, 홍희숙, 김창열, 정영웅, 유승화